# Hội đồng Trị sự
Hội đồng Trị sự là cơ quan điều hành, quản lý hành chính cao nhất của Giáo hội Phật giáo Việt Nam về mọi mặt hoạt động giữa hai nhiệm kỳ.

## Thành phần
Thành viên Hội đồng Trị sự, gồm chư vị Hòa thượng, Thượng tọa, Ni trưởng, Ni sư, quý vị Đại đức Tăng Ni và cư sĩ Phật tử tiêu biểu có nhiều thành tích đóng góp cho Đạo pháp và Dân tộc.
Số lượng thành viên Hội đồng Trị sự do Ban Thường trực Hội đồng Trị sự tiền nhiệm đề xuất trên cơ sở đảm bảo có đầy đủ đại diện các Ban, Viện Trung ương và Ban Trị sự cấp tỉnh do Đại hội đại biểu Phật giáo toàn quốc Giáo hội Phật giáo Việt Nam quyết định, suy cử.
Hội đồng Trị sự ban hành quy định chi tiết về thủ tục và tiêu chí suy cử, bãi miễn thành viên Hội đồng Trị sự, thành viên Ban Trị sự cấp tỉnh và thành viên Ban Trị sự cấp huyện, đệ trình Ban Thường trực Hội đồng Chứng minh ấn chứng.
Thành viên tham gia Hội đồng Trị sự không quá 80 tuổi; mỗi thành viên không kiêm nhiệm quá 2 chức danh trong Ban Thường trực Hội đồng Trị sự; mỗi chức danh không quá 3 nhiệm kỳ.
Đối với chức danh chủ chốt cần phải thêm nhiệm kỳ công tác so với quy định, Ban Thường trực Hội đồng Trị sự khóa tiền nhiệm sẽ giới thiệu, được Hội đồng Trị sự chấp thuận và 2/3 tổng số đại biểu chính thức tham dự Đại hội trở lên biểu quyết tán thành, nhưng không quá 1 nhiệm kỳ.
Trình tự, thủ tục cơ cấu nhân sự Hội đồng Trị sự phải tuân theo nguyên tắc:
1. Việc giới thiệu nhân sự tham gia Hội đồng Trị sự nhiệm kỳ mới phải tiến hành dân chủ, công khai, đầy đủ thành phần đại diện cho Giáo hội Phật giáo Việt Nam trong cả nước.
2. Danh sách nhân sự phải trình Ban Thường trực Hội đồng Trị sự tiền nhiệm thẩm tường, trước khi trao đổi với cơ quan Nhà nước có thẩm quyền cùng cấp và được Đại hội đại biểu Phật giáo toàn quốc Giáo hội Phật giáo Việt Nam suy cử.
3. 3Chủ tịch Hội đồng Trị sự Giáo hội Phật giáo Việt Nam, Trưởng Ban, Viện Trung ương phải là một Tăng sĩ.

## Chức năng
Hội đồng Trị sự có chức năng, nhiệm vụ, quyền hạn như sau:
1. Suy cử Ban Thường trực Hội đồng Trị sự theo quy định của Hiến chương.
2. Ấn định chương trình hoạt động hàng năm của Giáo hội theo Nghị quyết của Đại hội đại biểu Phật giáo toàn quốc Giáo hội Phật giáo Việt Nam.
3. Tổ chức triển khai thực hiện, đôn đốc, kiểm tra việc thực hiện chương trình hoạt động Phật sự toàn nhiệm kỳ, chương trình hoạt động Phật sự hàng năm, chương trình chuyên biệt và những sự kiện trọng đại của Giáo hội.
4. Tổ chức hướng dẫn, quản lý, điều hành, chỉ đạo các mặt công tác của các cấp Giáo hội từ Trung ương đến địa phương; ban hành Quy chế, Nội quy để cụ thể hóa và thực thi theo các quy định của Hiến chương, nhằm đảm bảo hiệu quả hoạt động của Giáo hội Phật giáo Việt Nam.
5. Được quyền phân công, luân chuyển nhân sự tham gia Ban Trị sự trên cơ sở trao đổi với các cơ quan Nhà nước có thẩm quyền tại địa phương trong trường hợp Ban Trị sự cấp tỉnh, thành thiếu nhân sự.
6. Quyết định bổ nhiệm trụ trì các cơ sở do Giáo hội Phật giáo Việt Nam cấp Trung ương và cấp tỉnh thành lập, quản lý trên cơ sở tham khảo ý kiến với hệ phái, sơn môn (nếu có liên hệ) và cơ quan có thẩm quyền.
7. Giới thiệu Tăng Ni, cư sĩ Phật tử tham gia các cơ quan dân cử, tổ chức chính trị – xã hội.
8. Là cơ quan duy nhất giữ quyền phát ngôn của Giáo hội Phật giáo Việt Nam, có trách nhiệm về nội dung phát ngôn do các cơ quan, cá nhân trong Giáo hội Phật giáo Việt Nam thực hiện; quản lý hoạt động thông tin truyền thông có liên quan đến Giáo hội Phật giáo Việt Nam; có trách nhiệm phối hợp với các cơ quan Nhà nước có thẩm quyền trong việc xử lý các tổ chức, cá nhân phát ngôn, thông tin truyền thông có nội dung xuyên tạc, thiếu chính xác, thiếu khách quan liên quan đến Giáo hội Phật giáo Việt Nam các cấp và các thành viên.
9. Đề nghị cơ quan Nhà nước xử lý đối với các tổ chức, cá nhân trong và ngoài Giáo hội Phật giáo Việt Nam vi phạm quyền và lợi ích hợp pháp chính đáng của cơ sở tự viện và thành viên Giáo hội Phật giáo Việt Nam.
10. Kiểm tra, xử lý các vi phạm Giáo luật, Hiến chương, Quy chế, Nội quy và các quy định khác của Giáo hội.
11. Phê chuẩn kế hoạch, chương trình hoạt động Phật sự của Ban, Viện Trung ương, Văn phòng Trung ương Giáo hội, các tổ chức cơ sở, thành viên trực thuộc Trung ương và Giáo hội Phật giáo Việt Nam cấp tỉnh.
12. Đề nghị Ban Thường trực Hội đồng Chứng minh tấn phong trước kỳ hạn trong trường hợp đặc biệt cần thiết đối với nhân sự bổ sung vào các chức vụ bị khuyết thuộc thẩm quyền suy cử của Hội đồng Trị sự.
13. Tổng hợp ý kiến của chư Tăng Ni, cư sĩ Phật tử thành viên Giáo hội Phật giáo Việt Nam để phản ánh đến cơ quan có thẩm quyền về chủ trương, chính sách pháp luật liên quan đến hoạt động tôn giáo.
14. Các quyền và nhiệm vụ khác được Ban Thường trực Hội đồng Chứng minh ủy quyền hoặc có quy định trong Hiến chương và các văn bản liên quan.

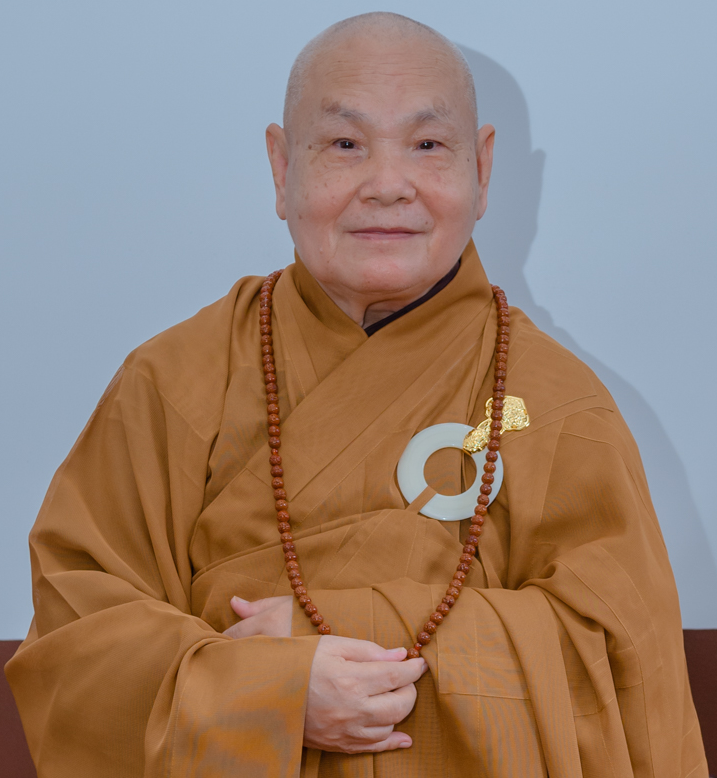
Đương kim Chủ tịch HĐTS Hoà thượng Thích Thiện Nhơn

### Chủ tịch Hội đồng Trị sự
Chủ tịch Hội đồng Trị sự là người thay mặt Giáo hội Phật giáo Việt Nam về mặt pháp lý trong các mối quan hệ của Giáo hội Phật giáo Việt Nam ở trong nước và ở nước ngoài.
Khi Chủ tịch Hội đồng Trị sự có duyên sự đặc biệt phải vắng mặt, sẽ ủy quyền bằng văn bản cho một trong ba Phó Chủ tịch Thường trực để điều hành Hội nghị, Đại hội và các công việc của Giáo hội.
Chủ tịch Hội đồng Trị sự hoặc người được Chủ tịch Hội đồng Trị sự ủy quyền, giữ quyền phát ngôn của Giáo hội Phật giáo Việt Nam ở trong nước và ở nước ngoài.
Nếu Chủ tịch Hội đồng Trị sự khuyết vị khi chưa hết nhiệm kỳ, thì Ban Thường trực Hội đồng Trị sự tổ chức Hội nghị bất thường của Ban Thường trực Hội đồng Trị sự, để suy cử một trong ba Phó Chủ tịch Thường trực đảm nhiệm chức vụ Quyền Chủ tịch Hội đồng Trị sự, để điều hành công tác Phật sự và tiến hành thủ tục suy cử chính thức tại Hội nghị thường niên Trung ương Giáo hội gần nhất.

## Ban Thường trực Hội đồng Trị sự
Ban Thường trực Hội đồng Trị sự Giáo hội Phật giáo Việt Nam là cơ quan thường trực của Hội đồng Trị sự Giáo hội Phật giáo Việt Nam, được Ban Thường trực Hội đồng Chứng minh, Hội đồng Trị sự ủy quyền để thay mặt lãnh đạo, quản lý, điều hành hoạt động Phật sự của các cấp Giáo hội trên mọi công tác đối nội, đối ngoại; được thực hiện tất cả các chức năng, nhiệm vụ, quyền hạn của Hội đồng Trị sự. Tập thể và từng thành viên Ban Thường trực Hội đồng Trị sự chịu trách nhiệm trước Ban Thường trực Hội đồng Chứng minh, Hội đồng Trị sự và pháp luật Nhà nước.
Ban Thường trực Hội đồng Trị sự hoạt động theo Hiến chương và Quy chế hoạt động do Hội đồng Trị sự thông qua, được Ban Thường trực Hội đồng Chứng minh Giáo hội Phật giáo Việt Nam ấn chứng.
Ban Thường trực Hội đồng Trị sự Giáo hội Phật giáo Việt Nam gồm các chức danh:
- Chủ tịch
- Các Phó Chủ tịch Thường trực
- Các Phó Chủ tịch chuyên trách
- Tổng Thư ký
- 2 Phó Tổng Thư ký
- Trưởng ban Tăng sự
- Trưởng ban Giáo dục Tăng Ni
- Trưởng ban Hướng dẫn Phật tử
- Trưởng ban Hoằng pháp
- Trưởng ban Nghi lễ
- Trưởng ban Văn hóa.
- Trưởng ban Kinh tế Tài chính
- Trưởng ban Từ thiện xã hội.
- Trưởng ban Phật giáo Quốc tế.
- Trưởng ban Pháp chế.
- Trưởng ban Kiểm soát.
- Trưởng ban Thông tin truyền thông.
- Viện trưởng Viện Nghiên cứu Phật học Việt Nam
- Các Ủy viên Thư ký chuyên trách
- 2 Ủy viên Thủ quỹ
- Các Ủy viên Thường trực.

Số lượng thành viên Ban Thường trực Hội đồng Trị sự thực hiện theo Quy chế hoạt động của Ban Thường trực Hội đồng Trị sự. Thành viên Ban Thường trực Hội đồng Trị sự làm việc theo chế độ chuyên trách và chịu trách nhiệm toàn diện về các hoạt động chuyên ngành, lĩnh vực thuộc chức năng, nhiệm vụ trên phạm vti toàn quốc.

## Các Ban, Viện trực thuộc

### Ban Tăng sự
Trưởng ban: Hoà thượng Thích Thiện Nhơn
Phó ban Thường trực: Hoà thượng Thích Thiện Pháp và Hoà thượng Thích Thanh Nhiễu
Phó ban: Hoà thượng Thạch Sok Xane, Hoà thượng Thích Quảng Xả, Hoà thượng Đào Như, Hoà thượng Thích Huệ Trí, Hoà thượng Thích Tánh Nhiếp
Phó ban kiêm Chánh thư ký: Hoà thượng Thích Thiện Thống

### Ban Giáo dục Tăng Ni
Trưởng ban: Hoà thượng Thích Thanh Quyết
Phó ban Thường trực:HT Thích Thanh Đạt, HT Danh Lung, TT Thích Phước Đạt
Phó ban:

#### Nhiệm vụ và quyền hạn
- Chỉ đạo thực hiện phổ cập giáo dục Phật học cho tất cả Tăng Ni thuộc GHPGVN. Ban hành và tổ chức thực hiện các văn bản quy phạm pháp luật thuộc thẩm quyền nhằm bảo đảm điều kiện, chất lượng và tiến độ thực hiện phổ cập giáo dục Phật học tại các trường Trung cấp Phật học, Cao đẳng Phật học và Học viện Phật giáo Việt Nam.
- Quy định mục tiêu, chương trình giáo dục Phật học của các cấp, bảo đảm tính thống nhất về chương trình đào tạo và chuẩn trình độ giáo dục; chỉ đạo các trường Phật học và các cá nhân tổ chức biên soạn, duyệt, in, phát hành và sử dụng sách giáo khoa Phật học cho các lớp Trung cấp Phật học, Cao đẳng Phật học, Cử nhân Phật học, nhằm đáp ứng yêu cầu phổ cập giáo dục Phật học trên toàn quốc.
- Hướng dẫn các trường Phật học thực hiện các quy định về chuyên môn, nghiệp vụ; về đào tạo, bồi dưỡng giáo viên, giảng viên, nhà quản lý giáo dục Phật học; về xây dựng cơ sở vật chất nhằm bảo đảm chất lượng, hiệu quả, tiến độ phổ cập giáo dục Phật học.
- Chủ trì, phối hợp với các cấp Giáo hội, các trường học đời, các tổ chức xã hội v.v... huy động mọi nguồn lực trong Phật giáo và ngoài xã hội để phục vụ sự nghiệp giáo dục Phật giáo đối với tất cả Tăng Ni.
- Tổ chức liên kết đào tạo, nghiên cứu khoa học với các Trường Đại học và Trung tâm nghiên cứu, dịch thuật trong và ngoài nước.
- Chủ trì, phối hợp với các Ban Trị sự GHPGVN Tỉnh Thành tổ chức kiểm tra, thanh tra các Ban Giáo dục Tăng Ni tỉnh thành và các trường Phật học trong việc thực hiện chủ trương phổ cập giáo dục Phật học; kịp thời phát hiện và đề xuất giải pháp khắc phục khó khăn trong việc thực hiện chủ trương phổ cập giáo dục Phật học của GHPGVN; hằng năm báo cáo tình hình và kết quả phổ cập giáo dục Phật học với Hội đồng Trị sự GHPGVN.

1. Thông qua Ban Thường trực Hội đồng Trị sự, Ban Giáo dục Tăng Ni Trung ương liên hệ chặt chẽ với Trưởng, Phó Ban giáo dục Tăng Ni các Tỉnh, Thành hội để nhận báo cáo tình hình hoạt động giáo dục ở các địa phương, đồng thời hướng dẫn việc thực hiện chương trình hoạt động được triển khai tại các địa phương, và trong trường hợp cần thiết, đề xuất phương hướng giải quyết các khó khăn.
2. Tạo điều kiện tốt để các Ủy viên Giáo dục Tăng Ni các Tỉnh, Thành hội thể hiện trách nhiệm, nghiên cứu, đề xuất kế hoạch hoạt động chuyên môn của ngành với Ban Thường trực Ban Trị sự Tỉnh, Thành hội để thực hiện kế hoạch ấy sau khi được Ban Giáo dục Tăng Ni Trung ương thông qua.

- Đề nghị Hội đồng Trị sự GHPGVN tặng bằng Tuyên dương Công đức hoặc bằng Công đức cho các Trường, Học viện, Hội đồng Điều hành, Ban giám hiệu, giảng viên, tổ chức và cá nhân có nhiều thành tích trong sự nghiệp phổ cập giáo dục Phật giáo.

### Ban Hướng dẫn Phật tử
Trưởng ban: Hoà thượng Thích Khế Chơn
Phó ban Thường trực: Hoà thượng Thích Thanh Điện, Thượng toạ Thích Phước Nghiêm
Phó ban: Thượng toạ Thích Quảng Tuấn

### Ban Hoằng pháp
Trưởng ban: Hoà thượng Thích Bảo Nghiêm
Phó ban Thường trực: Hoà thượng Thích Huệ Phước

### Ban Nghi lễ
Trưởng ban: Hoà thượng Thích Lệ Trang
Phó ban Thường trực: Thượng toạ Thích Minh Quang

### Ban Văn hóa
Trưởng ban: Hoà thượng Thích Thọ Lạc
Phó ban Thường trực: Hoà thượng Thích Bửu Chánh

### Ban Kinh tế Tài chính.
Trưởng ban: Thượng toạ Thích Thanh Phong

### Ban Từ thiện xã hội
Trưởng ban: Hoà thượng Thích Quảng Tùng
Phó ban Thường trực: Thượng toạ Thích Minh Nghiêm
Phó ban: Ni trưởng Thích Đàm Khoa

### Ban Phật giáo Quốc tế
Trưởng ban: Thượng toạ Thích Đức Thiện
Phó ban Thường trực: Hoà thượng Thích Thiện Tâm, Hoà thượng Thích Thanh Huân, Thượng toạ Thích Nhật Từ

#### Nhiệm vụ và quyền hạn
- Thay mặt cho Giáo hội Phật giáo Việt Nam thực hiện các chương trình và kế hoạch hoạt động trên mọi lãnh vực quan hệ Phật giáo quốc tế dưới sự chuẩn y của Ban Thường trực Hội đồng Trị sự.
- Tổ chức giao lưu văn hóa với các nước Phật giáo trên thế giới nhằm giới thiệu truyền thống văn hóa dân tộc, các hoạt động Phật giáo, các vấn đề thời sự, các công trình biên khảo và nghiên cứu Phật học nổi tiếng, và xây dựng các cơ sở đại diện của Giáo hội Phật giáo Việt Nam trong cộng đồng Phật tử nước ngoài.
- Chịu trách nhiệm phối hợp và hỗ trợ cho các Ban/Viện trực thuộc Trung ương Giáo hội và các Ban Trị sự GHPGVN tại các Tỉnh/thành trong việc mở rộng quan hệ, giao lưu quốc tế với vai trò là cầu nối hầu tạo mối quan hệ bình đẳng, thân hữu, hiểu biết và tôn trọng lẫn nhau nhằm mang đến sự lợi ích cả hai bên trong quan hệ quốc tế.
- Trao đổi thông qua với Thường trực Ban Trị sự GHPGVN tại các Tỉnh/Thành để trực tiếp chỉ đạo các Ban Phật giáo Quốc tế Tỉnh/thành trên cả nước thực hiện chương trình và kế hoạch hoạt động Phật sự của BPGQTTW.

### Ban Thông tin truyền thông
Trưởng ban: Hoà thượng Thích Gia Quang
Phó ban Thường trực: Thượng toạ Thích Minh Nhẫn

### Ban Pháp chế
Trưởng ban: Hoà thượng Thích Huệ Thông
Phó ban Thường trực:

### Ban Kiểm soát
Trưởng ban: Hoà thượng Thích Thiện Pháp
Phó ban Thường trực: Hoà thượng Thích Quảng Hà

#### Nhiệm vụ và quyền hạn
Giám sát việc chấp hành Hiến chương Giáo hội, Quy chế và Nội quy hoạt động của Giáo hội cùng cấp;
Góp ý trực tiếp cho Giáo hội Phật giáo Việt Nam cùng cấp trong vấn đề bảo vệ sự nghiêm minh của Hiến chương Giáo hội, Quy chế, Nội quy hoạt động của GHPGVN và Cơ quan chuyên môn của Giáo hội cùng cấp;bảo vệ lợi ích, quyền và nghĩa vụ của các thành viên Giáo hội, các Ban – Viện cùng cấp;
Giám sát và phản biện đối với chương trình hoạt động Phật sự, cơ chế làm việc của bộ máy Giáo hội các cấp từ Trung ương đến địa phương, các Ban chuyên môn.
Ban Kiểm soát các cấp có quyền và nghĩa vụ làm tham mưu cho Ban Thường trực, Lãnh đạo Giáo hội cùng cấp trong việc giám sát, đôn đốc, kiểm tra hoạt động Phật sự, cơ chế làm việc để đảm bảo cho những quy định của Hiến chương được chấp hành nghiêm chỉnh, thống nhất quản lý và điều hành.

### Viện Nghiên cứu Phật học Việt Nam
Viện trưởng: Hoà thượng Thích Giác Toàn
Phó viện trưởng: Hoà thượng Thích Tâm Đức
Viện trưởng Phân viện Nghiên cứu Phật học VN tại Hà Nội: Hoà thượng Thích Gia Quang
Trong trường hợp Phật sự cần thiết phải thành lập mới Ban, Viện Trung ương sẽ do Ban Thường trực Hội đồng Trị sự thống nhất và thông qua tại Hội nghị thường niên của Trung ương Giáo hội.

### Học Viện Phật giáo Việt Nam tại Hà Nội
Viện trưởng: Hoà thượng Thích Thanh Quyết

### Học Viện Phật giáo Việt Nam tại TP.HCM
Viện trưởng: Hoà thượng Thích Trí Quảng

### Học Viện Phật giáo Việt Nam tại Huế
Viện trưởng: Thích Hải Ấn

### Học viện Phật giáo Nam Tông Khmer
Viện trưởng: Hoà thượng Đào Như

### 18. Phân Ban Ni giới Trung Ương
Trưởng ban: Ni trưởng Thích Nữ Nhật Khương
Phó ban Thường trực: Ni trưởng Thích Đàm Lan

## Chức năng, nhiệm vụ và quyền hạn
Ban, Viện Trung ương là cơ quan trực thuộc Hội đồng Trị sự, triển khai các hoạt động Phật sự theo quy định của Hiến chương Giáo hội và Nội quy do Ban Thường trực Hội đồng Trị sự ban hành.
Ban, Viện Trung ương được phép thành lập Phân ban, Phân viện, được phép sử dụng con dấu riêng theo quy chế do Ban Thường trực Hội đồng Trị sự ban hành.
Nhiệm kỳ của Hội đồng Trị sự là 5 năm tương ứng với kỳ Đại hội Phật giáo toàn quốc.
Khi chưa hết nhiệm kỳ, nếu có chức vị trong Ban Thường trực Hội đồng Trị sự bị khuyết, thì Ban Thường trực báo cáo đề nghị Hội đồng Trị sự bổ sung trong Hội nghị thường niên Trung ương Giáo hội gần nhất. Trong khi chờ đợi, Ban Thường trực được quyền cử người trong Ban Thường trực Hội đồng Trị sự giữ quyền kiêm nhiệm.